# Føtex food
Føtex Food er en dansk kæde af supermarkeder, der i modsætning til storesøsteren Føtex kun forhandler fødevarer.
I forhold til Føtex er Føtex Food-butikkerne væsentligt mindre: omkring 1.000-1.500 kvm. Ligesom Føtex-varehusene har Føtex Food egen bagerafdeling samt delikatesse. 
Føtex Food-konceptet blev udarbejdet i 2007-2008 og Føtex i Skæring ved Aarhus åbnede som den første Føtex Food-butik i 2009. Senere bliver flere af de mindste Føtex-varehuse omdannet til Føtex Food – det gælder i første omgang varehuset i Guldsmedgade i Latinerkvarteret i det indre Aarhus, mens der opføres nye butikker i Odder, Fredensborg og Dragør. Et af kædens fokusområder er Nordsjælland, hvor Føtex ikke har samme styrke som i andre landsdele.[kilde mangler]
I 2017 er der 10 Føtex Food-butikker.